# Romans et nouvelles d'Alias
Série littéraire en rapport avec la série télévisée Alias.

## Préquelle à la série télévisée
Collection éditée par Fleuve noir et traduite par Robert Macia.
- 1. Lynn Mason, Double vie, 9 octobre 2003 / Recruited 2002
- 2. Laura Peyton Roberts, Une nouvelle recrue, 9 octobre 2003 / A secret life 2002
- 3. Lynn Mason, Opération Solo, 12 février 2004 / Disappeared 2003
- 4. Laura Peyton Roberts, Sœurs de sang, 8 avril 2004 / Sister spy 2003
- 5. Lizzie Skurnick, Des débuts difficiles, 9 septembre 2004 / The pursuit 2003
- 6. Emma Harrison, Protection rapprochée, 28 octobre 2004 / Close quarters 2003
- 7. Laura Peyton Roberts, Père et fille, 10 novembre 2004 / Father figure 2003
- 8. Christa Roberts, Chute libre, 2 décembre 2004 / Free fall 2003
- 9. Breen Frazier, La Taupe, 13 janvier 2005 / Infiltration 2004
- 10. Sean Gerace, Illusions, 14 avril 2005 / Vanishing act 2004
- 11. Cathy Hapka, Trafic aux antipodes, 9 juin 2005 / Skin deep 2004
- 12. Lizzie Skurnick, Sous surveillance, 8 septembre 2005 / Shadowed 2004

## En interaction avec la série télévisée
Collection éditée par Fleuve noir et traduite par Robert Macia
- 13. Greg Cox, Contre nature, 10 novembre 2005 / Two of a kind 2005
- 14. Rudy Gaborno, Chris Hollier, Faina, 27 avril 2006 / Faina 2005
- 15. Pierce Askegren, Dommage collatéral, juin 2006 / Collateral Damage 2005
- 16. Emma Harrison, Double face,  2006 / Replaced 2005
- 17. Greg Cox, The Road Not Taken 2005
- 18. Paul Ruditis, Vigilance 2005
- 19. Christina F. York, Strategic Reserve 2006
- 20. Kirsten Beyer, Once Lost 2006
- 21. Greg Cox, Namesakes 2006
- 22. Steven Hanna, Old Friends 2006
- 23. Brian Studder, The Ghost 2006
- 24. Paul Ruditis, Mind games 2006
- 25. Christina F. York, A touch of death 2006